# Cykloid psykos
Cykloid psykos är en funktionell psykos, det vill säga en psykos som saknar påvisbar organisk orsak, som återkommer i cykler (recidiverande) i form av akuta psykoser.
Den cykloida psykosen har en lång historia inom den europeiska psykiatrin som diagnoskategori. Termen ”cykloid psykos” användes först av Karl Kleist 1926. Trots sjukdomens betydande kliniska relevans är denna diagnos försummad såväl i litteraturen som i sjukdomsläran (nosologin). Cykloid psykos har rönt mycket intresse i den internationella facklitteraturen de senaste 50 åren men antalet vetenskapliga studier har kraftigt minskat de senaste 15 åren vilket möjligen delvis kan förklaras av missuppfattningen att diagnosen införlivats i aktuella klassifikationssystem (DSM– ICD).
Den cykloida psykosen är endast delvis beskriven i de diagnostiska klassifikationssystem som används i Sverige och internationellt och benämns häri ”akut polymorf psykotisk sjukdom”, med eller utan schizofrena symtom. (F23.0 ICD 10)
Cykloid psykos är trots detta en egen specifik sjukdom som är skild både från den mano-depressiva sjukdomen och från schizofrenin, och detta trots att den cykloida psykosen kan innefatta såväl bipolär (grundstämningsförskjutningar) som schizofrena symtom.
Sjukdomen är ett akut, oftast självbegränsande, i regel funktionellt psykotiskt tillstånd med en mycket mångfacetterad klinisk bild som närmast konsekvent karaktäriseras av förekomsten av någon grad av förvirring eller plågsam perplexitet, men framför allt av de mångfacetterade och skiftande uttryck som sjukdomen tar sig.
Varaktigheten av en sjukdomsepisod varierar genomsnittligt från flera veckor till flera månader och det finns extremfall där en cykloid episod varat ca en vecka men också fall som varat ca ett år.

## Sjukdomsorsaker
I 30 – 65% av fallen med cykloid psykos kunde man identifiera utlösande psykosociala stressfaktorer. Olika stressfaktorer verkar dock spela allt mindre roll med stigande ålder. 
Minskande östrogennivåer hos nyförlösta kvinnor är en tydlig riskfaktor för postpartumpsykoser, varav drygt hälften är cykloid psykos. 

## Prevalens
Av alla de som läggs in på psykiatrisk klinik med funktionell psykos har ca 10 – 15% cykloid psykos. I övrigt är tillståndet otillräckligt undersökt. En svensk studie finns som visade att det handlar om delar av promille som nyinsjuknar per år.